# Chodutka
Chodutka (ros. Ходутка) – stratowulkan na półwyspie Kamczatka w Rosji.

## Geografia
Stratowulkan Chodutka (2090 m n.p.m.) zajmuje główną część masywu wulkanicznego o tej samej nazwie w południowej części półwyspu Kamczatka w Rosji . Uformowany w okresie od późnego plejstocenu do wczesnego holocenu na południowy wschód od starszego stratowulkanu Prijemysza (ros. Приемыш) (1200 m n.p.m. ) . Zbudowany z andezytu, ryolitu i dacytu . Na jego zachodnio-północno-zachodnim zboczu znajduje się maar powstały w wyniku potężnej erupcji ok. 2800 lat temu . 
Na zboczach i u podnóża wulkanów przynajmniej dziesięć kraterów, kilka małych stożków i kopuł lawowych . Na północno-zachodnim zboczu wulkanu Prijemysza leżą źródła termalne (ros. Ходуткинские горячие источники) . U północno-zachodnich podnóży masywu wypływa „gorąca rzeka” o szerokości 20–30 m i głębokości 1,2–1,7 m, płynąca przez ok. 1,5 km, uchodząc do rzeki Prawaja Chodutka (ros. Правая Ходутка) . 
Masyw leży w obrębie parku przyrody „Wulkany Kamczatki” (do 2010 roku na terenie parku przyrody „Jużno-Kamczatskij”)  – a od 1996 roku znajduje się na obszarze wpisanym na listę światowego dziedzictwa kulturowego UNESCO pod nazwą „Wulkany Kamczatki” .

## Aktywność
Wulkan aktywny w holocenie . Ok. 2900 lat temu u podnóża wulkanu doszło do potężnej erupcji, w wyniku której powstał maar . Ostatnia datowana erupcja samego wulkanu (z centralnego krateru) miała miejsce około 2000–2500 lat temu  . 